# Odostomia catalinensis
Odostomia catalinensis är en snäckart som beskrevs av Bartsch 1927. Odostomia catalinensis ingår i släktet Odostomia och familjen Pyramidellidae. Inga underarter finns listade i Catalogue of Life.